# Песчаная эфа

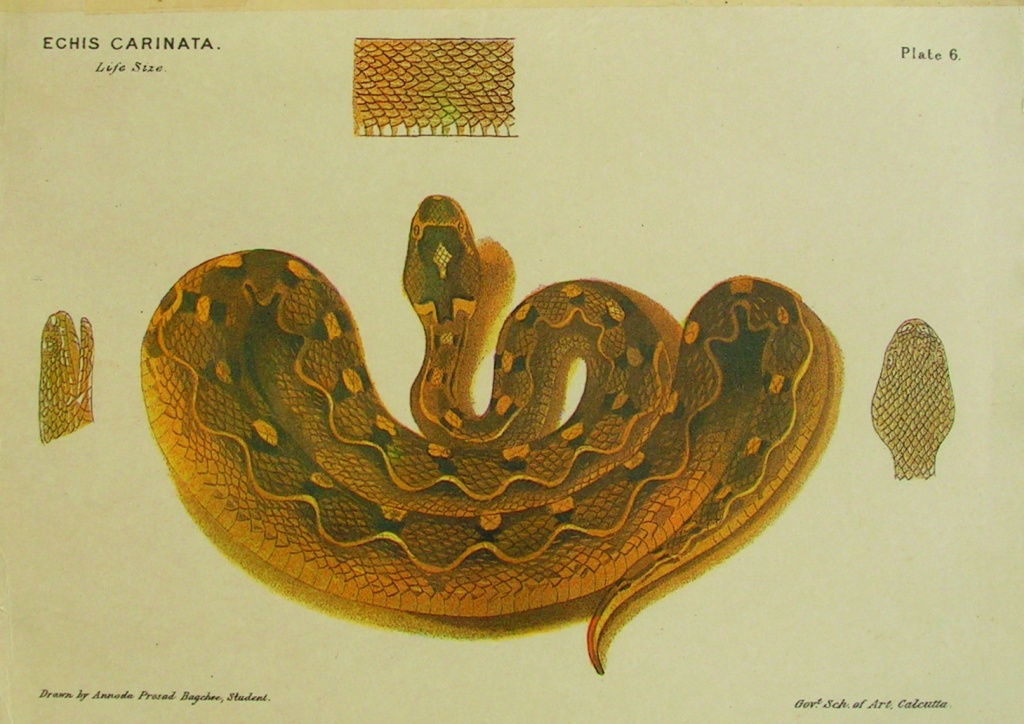
Иллюстрация из Poisonous snakes of India (Joseph Ewart, Лондон, 1878)

Песчаная эфа (лат. Echis carinatus) — ядовитая змея рода эфы из семейства гадюковые. Одна из 10 самых ядовитых змей.
Единственный представитель рода, распространённый на территории бывшего СССР — в Туркменистане, Узбекистане и Таджикистане представлен подвид среднеазиатская эфа (Echis carinatus multisquamatus), который иногда рассматривается как отдельный вид.

## Описание
Некрупная змея, в длину около 50—60 см (до 75 см). По боковой стороне тела идёт зигзагообразная светлая полоса. На спине и голове — белые пятна, у разных подвидов яркость пятен различна.
Чешуя мелкая, ребристая, спинная чешуя имеет выступающие рёбра. По бокам тела проходит несколько (4—5) рядов мелких косо направленных вниз чешуек, снабжённых зубчатыми рёбрами. Подхвостовые щитки расположены в один продольный ряд.
По сильно сыпучим пескам может передвигаться так называемым боковым ходом, при котором змея сначала отбрасывает голову вбок, затем заднюю часть туловища выносит вбок и вперёд, а затем подтягивает переднюю часть туловища. При таком способе движения остаётся след, состоящий из отдельных косых полосок с крючковатыми концами.

## Распространение

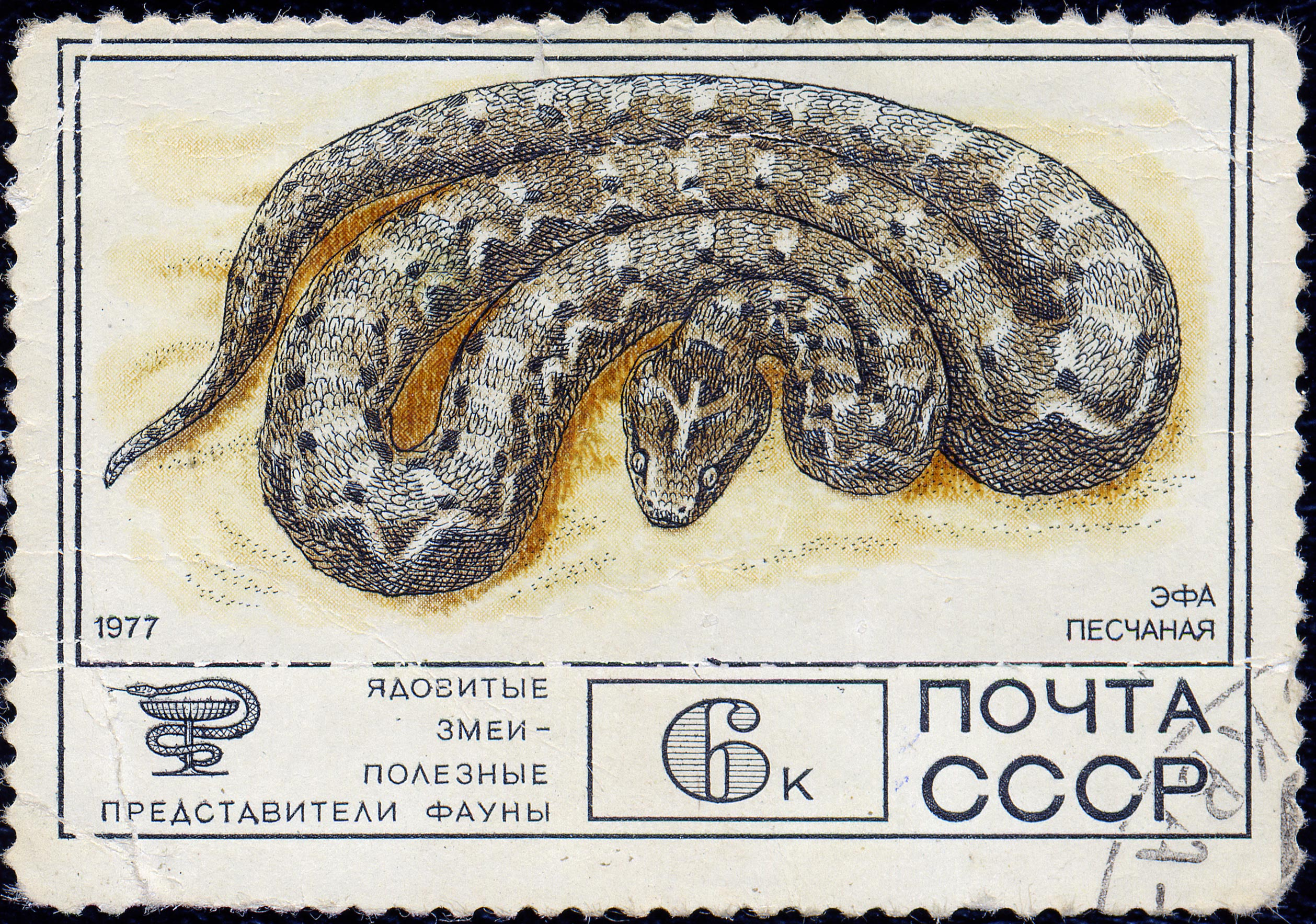
Почта СССР, 1977. Эфа песчаная.

Широко распространённый вид, ареал которого простирается от стран Персидского залива на западе до Индии и Шри-Ланки на востоке. На север доходит до Узбекистана.
Обитает в бугристых песках, лёссовых и глинистых пустынях, зарослях кустарников, на речных обрывах и в разрушенных постройках на высоте до 2063 м над уровнем моря.

## Поведение
Весной появляются в конце февраля — начале марта. Активность весной и осенью — дневная, летом — ночная. На зимовку уходят в октябре, находя убежища в норах грызунов, трещинах и промоинах и обрывах. В тёплые дни иногда вылезает погреться на солнце.
Питается мелкими грызунами, реже ящерицами, птицами, озёрными лягушками, зелёными жабами, иногда мелкими змеями. Молодые эфы поедают саранчовых, чернотелок, сколопендр, скорпионов и мелких ящериц.
При встрече с человеком предупреждает о себе громким шуршащим звуком, который издаёт при помощи трения зазубренных колец.

## Размножение
Спаривание происходит в марте—апреле, однако может происходить и раньше. Песчаные эфы живородящи, самка приносит от 3 до 16 молодых змеек длиной по 10—16 см.

## Названия
В Индии носит названия: ория rana, хинди afai, малаял. churuta или anali, гудж. tarachha или zeri padkoo udaneyn, канн. kallu have, маратхи phoorsa, синдхи kuppur или janndi, таг. surattai pambu или viriyan pamboo или surutai vireyan.
В Шри-Ланке — синг. vali polonga.
В Узбекистане — узб. чарх илон — «шумная змея».
В Афганистане и Пакистане — пушту phissi‎.
В США — англ. saw-scaled viper, Indian saw-scaled viper, little Indian viper.

## Синонимы
- Pseudoboa Carinata — Schneider, 1801
- Boa Horatta — Shaw, 1802
- Scytale bizonatus — Daudin, 1803
- Vipera (Echis) carinata — Merrem, 1820
- Echis zic zac — Gray, 1825
- Boa horatta — Gray, 1825
- Echis carinata — Wagler, 1830
- Vipera echis — Schlegel, 1837
- Echis (Echis) carinata — Gray, 1849
- Echis ziczic — Gray, 1849
- Vipera noratta — Jerdon, 1854
- Vipera (Echis) carinata — Jan, 1859
- Vipera (Echis) superciliosa — Jan, 1859
- Echis superciliosa — Jan, 1863
- Vipera Echis Carinata — Higgins, 1873
- Echis carinatus — Boulenger, 1896
- Echis carinata var. nigrosincta — Ingoldby, 1923
- Echis carinatus carinatus — Constable, 1949
- Echis carinatus — Mertens, 1969
- Echis carinatus — Latifi, 1978
- Echis (Echis) carinatus carinatus — Cherlin, 1990
- Echis carinata carinata — Das, 1996[11]

## Подвиды
| Подвид               | Автор              | Русское название                      | Ареал                                                                             |
| -------------------- | ------------------ | ------------------------------------- | --------------------------------------------------------------------------------- |
| E. c. astolae        | Mertens, 1970      |                                       | Пакистан (Астола).                                                                |
| E. c. carinatus      | (Schneider, 1801)  |                                       | Полуостровная Индия.                                                              |
| E. c. multisquamatus | Cherlin, 1981      | Среднеазиатская (многочешуйчатая) эфа | От Узбекистана до Ирана на юге и западного Пакистана на востоке.                  |
| E. c. sinhaleyus     | Deraniyagala, 1951 |                                       | Шри-Ланка.                                                                        |
| E. c. sochureki      | Stemmler, 1969     |                                       | Южный Афганистан, Пакистан, Северная Индия, южный и центральный Иран, Оман и ОАЭ. |